# Dália Mostafa
Dalia Mostafa ( em árabe: داليا مصطفى  ; nascida em 12 de abril de 1976 ) é uma atriz e modelo egípcia. Mostafa é casado com o ator egípcio Sherif Salama. Ela começou sua carreira como modelo de anúncio de TV e começou a atuar em 1995. Como modelo, Mostafa enfrentou uma reação negativa por postar uma foto em traje de banho, gerando conversas públicas sobre o tratamento dado às mulheres árabes no Egito.

## Trabalhos

### Séries de TV
| Year      | English name                             | Arabic name               | Role                         |
| --------- | ---------------------------------------- | ------------------------- | ---------------------------- |
| 1995      | Over time                                | فرط الرمان                |                              |
| 1995      | Aldunia wamafeha                         | الدنيا و ما فيها          |                              |
| 1995      | Day by day                               | يوم بيوم                  |                              |
| 1995      | Stories from our Neighbourhood           | حكايات من حارتنا          |                              |
| 1996      | Bet aljamaliya                           | بيت الجمالية              |                              |
| 1996      | The heroes                               | الأبطال                   | Zamzam                       |
| 1997      | Seas of Expatriate                       | بحار الغربة               |                              |
| 1998      | Response of my heart                     | رد قلبي                   | Baheya                       |
| 1998      | One Thousand and One Nights: that alkhal | ألف ليلة وليلة: ذات الخال | Ramin                        |
| 1998      | Rods of Illusion                         | قضبان من الوهم            |                              |
| 1999      | Mawal of love and furious                | موال الحب والغضب          |                              |
| 1999      | Spear of fire                            | رمح النار                 | Maghferat                    |
| 1999      | The last train                           | القطار الأخير             |                              |
| 1999      | Al-Layth ibn Sa'd                        | الليث بن سعد              | Aisha bent abdulah ben Saleh |
| 2000      | Life managements                         | تدابير الدنيا             |                              |
| 2000      | The dream and pain                       | الحلم والألم              |                              |
| 2000      | Fiction of shallow                       | خيال الظل                 | Yusreya                      |
| 2001      | The women are coming                     | النساء قادمون             | Nur                          |
| 2001      | The western land                         | البر الغربي               |                              |
| 2002      | Helm ibn Alsabeel                        | حلم ابن السبيل            |                              |
| 2002      | Where is my son?                         | أين ولدي                  |                              |
| 2002      | Al Khabeya                               | الخبيئة                   |                              |
| 2002-2003 | The Rebel                                | العصيان                   | Salwan abd raba              |
| 2003      | The Girls                                | البنات                    | Shahenda                     |
| 2003      | Awlad Alakber                            | أولاد الأكابر             | Husna Bakheet                |
| 2004      | Stories of Father Farhan                 | حكايات بابا فرحان         |                              |
| 2004      | The evils and goods                      | أشرار وطيبين              |                              |
| 2004      | New Egypt                                | مصر الجديدة               | Huda Shaarawi                |
| 2005      | Me and those                             | أنا وهؤلاء                | Sundus                       |
| 2005      | The repentance                           | التوبة                    |                              |
| 2005      | Abdul hamid academy                      | أكاديمية عبد الحميد       |                              |
| 2006      | The mountain                             | الجبل                     |                              |
| 2007      | Eyes and ashes                           | عيون ورماد                |                              |
| 2007      | Dunya                                    | دنيا                      | Dunya                        |
| 2009      | The man and the way                      | الرجل والطريق             |                              |
| 2009      | Merchant of happiness                    | تاجر السعادة              | Fawzia                       |
| 2010      | The other October                        | أكتوبر الآخر              | Samar                        |
| 2010      | Going with sun                           | رحيل مع الشمس             | Sarab                        |
| 2010      | Dandoosh beakher Mafroosh                | دندوش بيأجر مفروش         |                              |
| 2011      | This night                               | تلك الليلة                |                              |
| 2012      | Rose and thorn                           | ورد وشك                   |                              |
| 2012      | Trees of fire                            | أشجار النار               | Nayesa                       |
| 2012      | Stories of women in the Koran            | قصص النساء في القرآن      | Maryam                       |
| 2013      | Temporary name                           | اسم مؤقت                  | Shajan                       |
| 2014      | I loved                                  | انا عشق                   |                              |
| 2014      | Saraya Abdeen                            | سرايا عابدين              | Narges                       |
| 2015      | After beginning                          | بعد البداية               |                              |
| 2016      | Socks of Eve                             | جراب حواء                 |                              |
| 2016-2017 | The red sulfur                           | الكبريت الاحمر            | Jermen                       |
| 2019      | The big house 2                          | البيت الكبير              | Reem                         |
| 2019      | The Champs-Élysées tales                 | حواديت الشانزيليزيه       |                              |

### Séries de rádio
| Ano  | nome inglês            | nome árabe  |
| ---- | ---------------------- | ----------- |
| 1995 | O pôr do sol           | والشمس غربت |
| 2010 | Minha história de amor | قصة حبي     |

### Filmes
| Ano  | nome inglês                         | nome árabe            | Papel   |
| ---- | ----------------------------------- | --------------------- | ------- |
| 1995 | Heyam                               | هيام                  |         |
| 1998 | Sorria para a foto parecendo bonita | اضحك الصورة تطلع حلوة | Dália   |
| 1999 | A conversa da noite                 | كلام الليل            |         |
| 2000 | Short, camiseta e boné              | شورت وفانلة وكاب      | amina   |
| 2000 | Por que você me deixa te amar       | ليه خلتني أحبك        |         |
| 2002 | Deixe a mente sóbria                | خلي الدماغ صاحي       | neema   |
| 2005 | me ensine amor                      | علمني الحب            | madeeha |
| 2008 | cozinheiro do presidente            | طباخ الريس            | Enshrah |
| 2010 | Bent men fi albald                  | بنت مين في البلد      |         |
| 2014 | Kabeer elhlm                        | كبير الحلم            |         |

### Palco
| Ano  | nome inglês                  | nome árabe       |
| ---- | ---------------------------- | ---------------- |
| 1995 | Constituição, nossos mestres | دستور يا أسيادنا |
| 2003 | Ao meio-dia                  | في عز الظهر      |